# Speedtest.net
Speedtest.net (Speedtest by Ookla) – usługa internetowa umożliwiająca bezpłatną analizę wydajności łącza internetowego, m.in. szybkości transferu danych i opóźnienia. Stanowi sztandarowy produkt firmy Ookla (zał. 2006), zajmującej się testowaniem i diagnostyką sieci, z siedzibą w Seattle w Stanach Zjednoczonych.
W ciągu miesiąca strona „Speedtest.net” odnotowuje ponad 100 mln wizyt (stan na 2020 rok). W rankingu Alexa była notowana na miejscu 139 (październik 2020).
W 2014 roku przedsiębiorstwo Ookla zostało przejęte przez Ziff Davis.